# Гонконг на летних Олимпийских играх 1988
Гонконг принимал участие в Летних Олимпийских играх 1988 года в Сеуле (Корея) в девятый раз за свою историю, но не завоевал ни одной медали. Сборную страны представляли 10 женщин.